# Еслебен-Тојтлебен
Еслебен-Тојтлебен (њем. Eßleben-Teutleben) општина је у њемачкој савезној држави Тирингија. Једно је од 55 општинских средишта округа Земерда. Према процјени из 2010. у општини је живјело 362 становника. Посједује регионалну шифру (AGS) 16068011.

## Географски и демографски подаци
Еслебен-Тојтлебен се налази у савезној држави Тирингија у округу Земерда. Општина се налази на надморској висини од 210 метара. Површина општине износи 7,6 km². У самом мјесту је, према процјени из 2010. године, живјело 362 становника. Просјечна густина становништва износи 47 становника/km².